# São João do Cariri
São João do Cariri este un oraș în Paraíba (PB), Brazilia.